# Český videoherní průmysl
Videoherní průmysl je jedním z nejrychleji rostoucích průmyslových odvětví v Česku. Jeho obrat činí přes 2,5 miliardy Kč a stále roste. V roce 2013 rostl o 6,4 %. V roce 2021 byl zisk českého videoherního průmyslu 2,08 miliardy korun (což je o 14% více než v roce 2020) a obrat byl 7,1 miliardy korun (růst o 33%), z toho 95% byl export. Přičemž herních studií bylo 135 a v oboru pracovalo 2329 lidí.
V Česku navíc existuje řada úspěšných studií zabývajících se tvorbou počítačových her. Jako příklad lze uvést třeba Bohemia Interactive Studio, Amanita Design či Madfinger Games. Dle slov Jaroslava Švelcha z fakulty sociálních věd Univerzity Karlovy jsou počítačové hry největším kulturním exportem České republiky. Své tvrzení podpořil příkladem úspěšné české hry Mafia II.
Za nejlepší českou videohru bývá všeobecně označována Mafia: The City of Lost Heaven. Jako další nejlepší videohry bývají nejčastěji označované: Operace Flashpoint, Hidden & Dangerous, Vietcong, Machinarium, Polda, Kingdom Come: Deliverance a Beat Saber.

## Historie

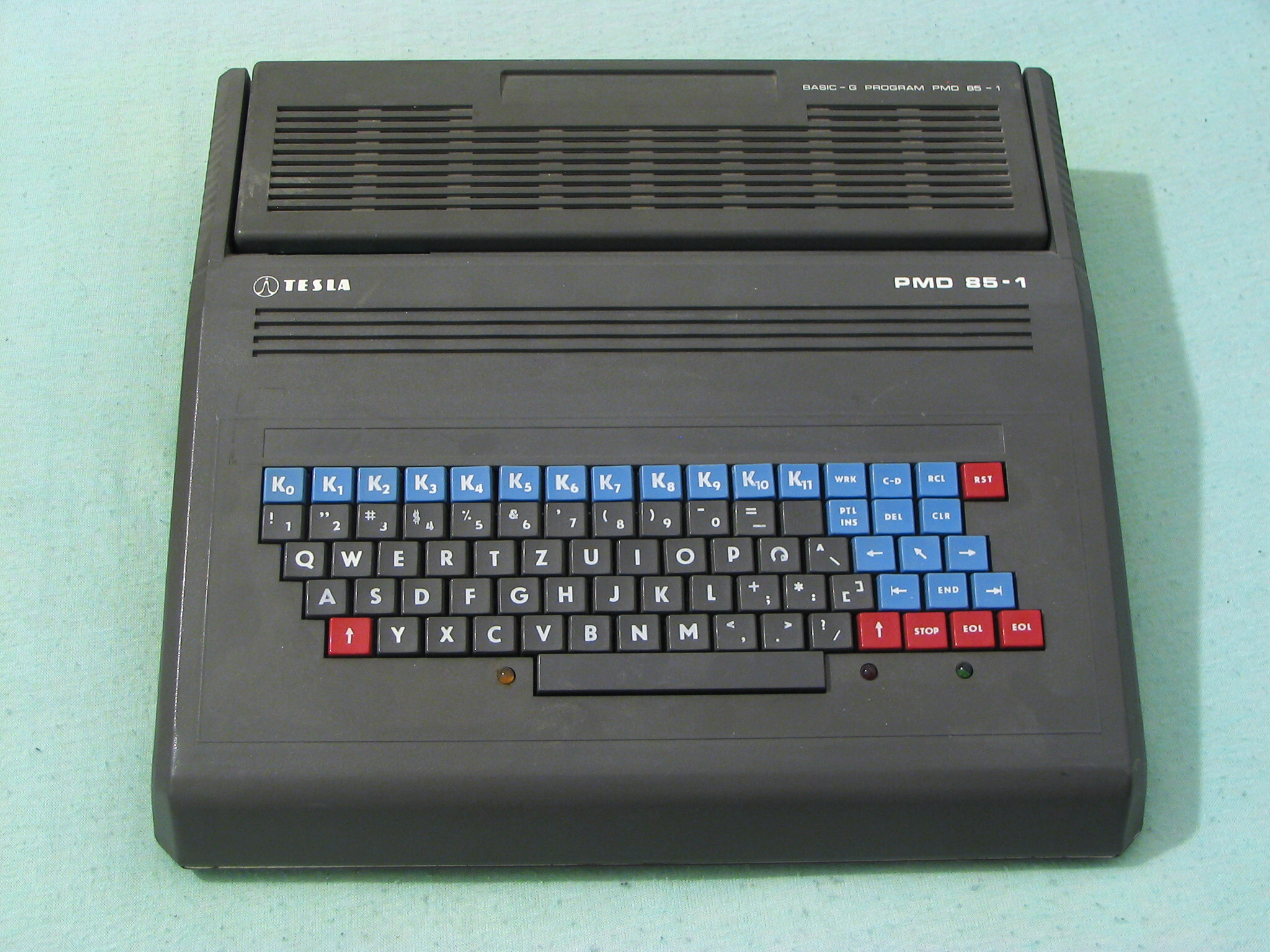
Československý osobní počítač PMD 85

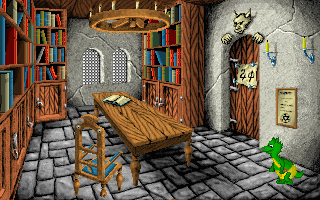
Dračí historie byla první česká dabovaná hra na CD

První pokusy o tvorbu počítačových her u nás byly provedeny na přelomu 70. a 80. let na československých minipočítačích SMEP SM 52/11 (kopie PDP-11/50). Tyto hry neobsahovaly grafiku a nebyly svými vývojáři myšleny úplně vážně.
V 80. letech vznikaly hry pro osmibitové domácí počítače, a to především pro ZX Spectrum (a kompatibilní Didaktik či Delta-S), PMD 85 a osmibitové počítače Atari. Hry vznikaly často v rámci Svazarmovských klubů a Socialistického svazu mládeže. Ty měly k dispozici i západní tituly, které byly tolerovány pro "výukové účely". Značná část českých her pro PMD 85, vzniklých v tomto období byly přepracované západní tituly, například klony her Flappy, Manic Miner, Boulder Dash a Penetrator, ale vznikly i vlastní hry jako 3D Mikrotron, Město robotů, Jet-Story a Hlípa. Oblíbený žánr byly textové adventury. Nejznámějším tvůrcem tohoto období byl František Fuka. Ten byl například autorem her Indiana Jones či Tetris 2.
Několik her z tohoto období reagovalo na politické dění v tehdejším Československu, hry nijak nevynikaly zpracováním a byly vydávány anonymně. Šlo o textové hry pro ZX Spectrum a kompatibilní: Prestavba, Dobrodružství Indiana Jonese na Václavském náměstí a hra 17. 11. 1989. Po roce 1989 se začala herní scéna komercializovat. Vznikly zde vydavatelské společnosti jako Proxima - Software či slovenský Ultrasoft. Ty vydávaly hry pro ZX Spectrum. Mnohé z vydaných titulů však pocházely z 80. let. Byly zde však i nové tituly, jako Crux 92 či Peloponéská válka. Vznikaly však i hry pro počítače Atari, jako například Gravon.
Na počátku 90. let vznikaly pro MS-DOS různé adaptace deskových her, například Člověče nezlob se! (1990), Flek! (1991), Prší (1992 a 1993) a Re! (1993).
Z 90. let jsou známé české hry především typu adventura. V tomto období vznikla i firma Vochozka Trading, která distribuovala hry pro osobní počítače, nejprve hru pro Amigu Světák Bob. Poté i pro MS-DOS a Windows, jejich Tajemství Oslího ostrova byla první česká celoplošně distribuovaná komerční hra na PC. Poté následovaly hry jako Sedm dní a sedm nocí (první česká hra využívající Sound Blaster), Dračí historie (první dabovaná hra na CD), nepříliš úspěšné hry od společnosti Agawa Mise Quadam a Swigridova kletba, Gooka (první hra pro Windows), Léto s Oskarem, Horké léto, Hovniválové aneb Záhada komixu, Posel bohů a Dreamland. V roce 1998 vyšla hra Polda, to byl počátek nejpopulárnější české adventurní série.
V tomto období vznikaly i české hry jiných žánrů, například třetí realtimová strategie na světě Paranoia, akční plošinovka Colony 28, platformová adventura Edna, RPG Prokletí Eridenu, RPG adventura Asmodeus: Tajemný kraj Ruthaniolu (první česká hra s renderovanou grafikou), dungeon Brány Skeldalu, vědomostní hra Riskuj!, sci-fi adventura s prvky RPG Argo Adventure, arkádová střílečka HyperCore a hororová akční hra Bloodline. Nejznámější logické české hry z této doby byly Vlak, Achtung, die Kurve!, Alchemix, Fish Fillets a Boovie.
První mezinárodně úspěšnou českou hrou však byl Hidden & Dangerous, který zahájil prudký rozvoj firmy Illusion Softworks, která později zabodovala hrou Mafia: The City of Lost Heaven. Dalším hitem pak byla hra Operace Flashpoint z roku 2001 od Bohemia Interactive Studio, které tvořili autoři hry Gravon. V témže roce vyšla úspěšná real-time strategie Original War a akční freewarová hra Bulánci, která byla velmi rozšířená v počítačových učebnách. Z adventur vyšla Pohádka o Mrazíkovi, Ivanovi a Nastěnce a série devatenácti miniher Čtyřlístek CD-Romek. Temná adventura Posel Smrti od Future Games z roku 2003 měla pod názvem Black Mirror velký úspěch v zahraničí, další dva díly už však vznikly v Německu. Česká tahová strategie UFO: Aftermath (2003) navazovala na sérii X-COM.
Po roce 2003 však herní scéna zažila útlum. Tehdy jí dominovalo studio Illusion Softworks, které slavilo úspěch s hrou Vietcong. Studio se však začalo potýkat s problémy, které vedly k jejímu odkoupení formou Take-Two Interactive a přejmenování na 2K Czech. Naproti tomu druhá nejvýznamnější česká herní společnost Bohemia Interactive Studio si svoji pozici udržela a soustředilo se na tvorbu úspěšných her ze série ArmA. Roku 2005 vyšla 3D adventura Ni.Bi.Ru: Posel bohů, která je předělávkou o sedm let starší hry Posel Bohů. Dále také vyšla střílečka z pohledu třetí osoby El Matador (2006) a detektivní adventura Memento Mori (2008).
Od roku 2009 zaznamenaly úspěch další české vývojářské společnosti, jako například Amanita Design (Machinarium) a SCS Software (Euro Truck Simulator), nebo vývojáři mobilních her Geewa a Madfinger Games. Brněnské studio vytvořilo pro herní konzole v roce 2012 osmé pokračování známé série Silent Hill: Downpour. Česká studia jsou v tomto období poměrně produktivní, v roce 2013 například vyšlo přes 40 českých her.
Simulátor Take On Mars od Bohemia Interactive vyšel roku 2017. Velmi úspěšným se pro české hry stal rok 2018, kdy vyšly hry jako Kingdom Come: Deliverance, Beat Saber nebo Chuchel. Roku 2020 vyšla adventura odehrávající se na Moravě Someday You'll Return a finální verze úspěšné strategie Factorio. Bulánci 2 jsou předělávkou o dvanáct let starší hry. Kingdom Come: Deliverance II z roku 2025 byla několik měsíců nejprodávanější videohrou na světě.

## Výuka
Několik českých univerzit nabízí předměty se zaměřením na videohry. Jedná se o České vysoké učení technické v Praze, Masarykovu univerzitu, Univerzitu Karlovu, Západočeskou univerzitu a Akademii múzických umění v Praze. Přednášky z těchto předmětů lze navštěvovat i v případě, že člověk na ně není přihlášený. Je nutné se však domluvit s vyučujícím.

## Významné společnosti

### Vývojáři
- Bohemia Interactive Studio
- Keen Software House
- Charles Games
- Warhorse Studios
- 2K Czech
- Amanita Design
- SCS Software
- Špidla Data Processing
- Craneballs
- Madfinger Games
- Geewa
- Fiolasoft studio
- Rake in Grass
- Beat Games
- Ashborne Games
- InGame Studios

### Vydavatelé
- Cenega Czech
- JRC Czech

## Významné události
Česká hra roku je cena každoročně udělovaná od roku 2011 organizací Česká hra roku, z.s. Nejprve byla udělovaná na Gameday v rámci třeboňského filmového festivalu Anifilm, od roku 2017 se akce koná v Praze.
Game Developers Session je každoročně pořádaná akce především pro herní vývojáře v ČR. Místem konání je Praha. Akce probíhá v listopadu. Programem konference bývají přednášky osobností české herní scény.
Každoročně od roku 2011 byla pořádaná také soutěž Booom, v jejímž rámci byly oceňovány nejlepší hry roku v určitých kategoriích. Kategorie zahrnovaly i nejlepší českou hru roku. V roce 2014 byla nahrazena anketou Ceny hráčů.

## Média

### Tištěná média
- ZX Magazín (1988-2005)[24]
- Excalibur (1991-2000)[25]
- Proxima Magazine (1995-1996)[26]
- GameStar (1999-2006)[27]

- Score (od 1994)[28]
- Level (od 1995)[29]

### Servery
- BonusWeb.cz (od února 1999)
- Doupě.cz (od července 1999)
- Games.cz (od února 2000)
- Hrej.cz (od 2004)
- Konzolista.cz (od 2008)[30]
- Zing.cz (od 2009)
- Indian-tv.cz (od 2017)
- Vortex.cz (od 2018)

### Video pořady
- Game Page (1998-2012)[31]
- Re-play (2009-2024)[32]
- Indian (internetový pořad, od 2008[33]
- GamesczTV (internetový pořad, od 2017)[34]
- Vortex (internetový pořad, od 2017)[35]

## Významné osobnosti
- Marek Rosa - autor hry Space Engineers, zakladatel a CEO firmy Keen Software House a GoodAI.
- Daniel Vávra – autor hry Mafia: The City of Lost Heaven a Kingdom Come: Deliverance. Zakladatel a ředitel firmy Warhorse Studios.
- Marek a Ondřej Španělé – zakladatelé firmy Bohemia Interactive Studio, největšího vývojářského studia v Česku.
- Jakub Dvorský – zakladatel nezávislého studia Amanita Design.
- František Fuka – tvůrce her pro ZX Spectrum. Aktivní v 80. letech.
- Lukáš Macura – ředitel Cinemaxu a tvůrce projektu databáze českých her.
- Miloš Endrle – zakladatel studia Geewa.
- Marek Rabas – ředitel studia Madfinger Games, které spoluzaložil.
- Mikoláš Tuček – dlouholetý redaktor časopisu Score a moderátor herního pořadu Re-play.
- Lukáš Ladra – zakladatel a první redaktor časopisu Excalibur.
- Filip Kraucher – moderátor českého televizního pořadu o hrách Indian a vývojář her Blackhole a PacIn: Nermessova pomsta.